# Mauritius a 2008. évi nyári olimpiai játékokon
Mauritius a kínai Pekingben megrendezett 2008. évi nyári olimpiai játékok egyik részt vevő nemzete volt. Az országot az olimpián 7 sportágban 11 sportoló képviselte, akik összesen 1 érmet szereztek.

## Érmesek
| Érem  | Versenyző   | Sportág   | Versenyszám |
| ----- | ----------- | --------- | ----------- |
| Bronz | Bruno Julie | Ökölvívás | Harmatsúly  |

## Atlétika
Férfi

| Versenyző         | Versenyszám | Előfutam | Előfutam | Előfutam | Negyeddöntő | Negyeddöntő | Negyeddöntő | Elődöntő | Elődöntő | Elődöntő | Döntő   | Döntő    |
| Versenyző         | Versenyszám | Idő      | Hely.    | Össz.    | Idő         | Hely.       | Össz.       | Idő      | Hely.    | Össz.    | Idő     | Helyezés |
| ----------------- | ----------- | -------- | -------- | -------- | ----------- | ----------- | ----------- | -------- | -------- | -------- | ------- | -------- |
| Stéphane Buckland | 200 m       | 20,98    | 3. Q     | 37.*     | 20,37       | 5. q        | 8.          | 20,48    | 6.       | 12.      | kiesett | kiesett  |
| Éric Milazar      | 400 m       | 46,06    | 7.       | 33.      |             |             |             | kiesett  | kiesett  | kiesett  | kiesett | kiesett  |

Női

| Versenyző       | Versenyszám | Előfutam | Előfutam | Előfutam | Elődöntő | Elődöntő | Elődöntő | Döntő   | Döntő    |
| Versenyző       | Versenyszám | Idő      | Hely.    | Össz.    | Idő      | Hely.    | Össz.    | Idő     | Helyezés |
| --------------- | ----------- | -------- | -------- | -------- | -------- | -------- | -------- | ------- | -------- |
| Anabelle Lascar | 800 m       | 2:06,11  | 5.       | 34.      | kiesett  | kiesett  | kiesett  | kiesett | kiesett  |

* - két másik versenyzővel azonos időt ért el

## Íjászat
Női

| Versenyző                      | Versenyszám | Selejtező | Selejtező | 64-es főtábla                   | 32-es főtábla     | Nyolcaddöntő      | Negyeddöntő       | Elődöntő          | Döntő             | Helyezés |
| Versenyző                      | Versenyszám | Pont      | Kiemelés  | Ellenfél Eredmény               | Ellenfél Eredmény | Ellenfél Eredmény | Ellenfél Eredmény | Ellenfél Eredmény | Ellenfél Eredmény | Helyezés |
| ------------------------------ | ----------- | --------- | --------- | ------------------------------- | ----------------- | ----------------- | ----------------- | ----------------- | ----------------- | -------- |
| Veronique Marrier D'Unienville | Egyéni      | 605       | 53.       | Aída Román (MEX) (12.) · 97-108 | kiesett           | kiesett           | kiesett           | kiesett           | kiesett           | 59.*     |

* - két másik versenyzővel azonos eredményt ért el

## Kerékpározás

### Országúti kerékpározás
Női

| Versenyző         | Versenyszám   | Idő              | Helyezés |
| ----------------- | ------------- | ---------------- | -------- |
| Aurélie Halbwachs | Mezőnyverseny | 3:52:11 (+19:47) | 62.      |

## Ökölvívás
| Versenyző     | Versenyszám  | Selejtező                      | Nyolcaddöntő                    | Negyeddöntő                    | Elődöntő                 | Döntő             | Helyezés |
| Versenyző     | Versenyszám  | Ellenfél Eredmény              | Ellenfél Eredmény               | Ellenfél Eredmény              | Ellenfél Eredmény        | Ellenfél Eredmény | Helyezés |
| ------------- | ------------ | ------------------------------ | ------------------------------- | ------------------------------ | ------------------------ | ----------------- | -------- |
| Bruno Julie   | Harmatsúly   | Emanuel Nketu (LES) · 17-8     | Xurshid Tojibaev (UZB) · 16-4   | Héctor Manzanilla (VEN) · 13-9 | Yankiel León (CUB) · 5-7 | kiesett           |          |
| Ricarno Colin | Kisváltósúly | Myke de Carvalho (BRA) · 15-11 | Gennagyij Kovaljov (RUS) · 2-11 | kiesett                        | kiesett                  | kiesett           | 9.       |

## Súlyemelés
Férfi

| Versenyző    | Versenyszám | Szakítás | Szakítás | Lökés    | Lökés    | Összesen | Helyezés |
| Versenyző    | Versenyszám | Eredmény | Helyezés | Eredmény | Helyezés | Összesen | Helyezés |
| ------------ | ----------- | -------- | -------- | -------- | -------- | -------- | -------- |
| Ravi Bhollah | 94 kg       | 125,0    | 18.      | 150,0    | 16.      | 275,0    | 16.      |

## Tollaslabda
| Versenyző      | Versenyszám | Selejtező         | 32-es főtábla                    | Nyolcaddöntő      | Negyeddöntő       | Elődöntő          | Bronz- mérkőzés   | Döntő             | Helyezés |
| Versenyző      | Versenyszám | Ellenfél Eredmény | Ellenfél Eredmény                | Ellenfél Eredmény | Ellenfél Eredmény | Ellenfél Eredmény | Ellenfél Eredmény | Ellenfél Eredmény | Helyezés |
| -------------- | ----------- | ----------------- | -------------------------------- | ----------------- | ----------------- | ----------------- | ----------------- | ----------------- | -------- |
| Karen Foo Kune | Női egyes   |                   | Lu Lan (CHN) · 3-21, 1-7 feladta | kiesett           | kiesett           | kiesett           | kiesett           | kiesett           | 17.      |

## Úszás
Férfi

| Versenyző | Versenyszám | Előfutam | Előfutam | Előfutam | Elődöntő | Elődöntő | Elődöntő | Döntő   | Döntő    |
| Versenyző | Versenyszám | Idő      | Hely.    | Össz.    | Idő      | Hely.    | Össz.    | Idő     | Helyezés |
| --------- | ----------- | -------- | -------- | -------- | -------- | -------- | -------- | ------- | -------- |
| Gaël Adam | 100 m gyors | 52,35    | 3.       | 57.      | kiesett  | kiesett  | kiesett  | kiesett | kiesett  |

| Versenyző        | Versenyszám | Előfutam | Előfutam | Előfutam | Elődöntő | Elődöntő | Elődöntő | Döntő   | Döntő    |
| Versenyző        | Versenyszám | Idő      | Hely.    | Össz.    | Idő      | Hely.    | Össz.    | Idő     | Helyezés |
| ---------------- | ----------- | -------- | -------- | -------- | -------- | -------- | -------- | ------- | -------- |
| Diane Etiennette | 50 m gyors  | 28,83    | 7.       | 63.      | kiesett  | kiesett  | kiesett  | kiesett | kiesett  |